# Fläckkrypare
Fläckkrypare (Salpornithidae) är en nyligen urskild liten fågelfamilj med endast ett släkte, Salpornis. Släktet omfattar endast två arter som förekommer dels i Indien, dels i Afrika söder om Sahara:
- Indisk fläckkrypare (S. spilonotus)
- Afrikansk fläckkrypare (S. salvadori)

## Familjetillhörighet
Fläckkryparnas familjetillhörighet har varit synnerligen omstridd. De har drag av både trädkrypare (Certhiidae) och nötväckor (Sittidae) och olika taxonomiska auktoriteter placerar dem i endera den ena eller andra familjen. Genetiska studier har heller inte helt besvarat frågan om familjetillhörigheten. Vissa studier ger ett stöd, om ändock svagt, för att Certhia och Salpornis är systertaxa, medan andra studiers resultat placerar dem närmare Sitta. Studier av både morfologi, läten och mitokondrie-DNA stödjer istället hållningen att Salpornis bör placeras i en egen familj, närmast släkt med murkryparen (Tichodromidae). Sedan 2024 gör IOC just detta och denna linje följs här.